# Drapetis languinosa
Drapetis languinosa är en tvåvingeart som beskrevs av Mario Bezzi 1914. Drapetis languinosa ingår i släktet Drapetis och familjen puckeldansflugor.
Artens utbredningsområde är Taiwan. Inga underarter finns listade i Catalogue of Life.